# Колочное 1-е
Колочное 1-е — село в Читинском районе Забайкальского края России. Входит в состав сельского поселения «Колочнинское». Основано в 1669 году.

## География
Село находится в западной части района, на расстоянии 2 км к юго-востоку от села Колочное 2-е, центра сельского поселения, и примерно 16 км (по прямой) к юго-западу от города Чита, административного центра района и края.
Климат
Климат характеризуется как резко континентальный с продолжительной холодной малоснежной зимой и коротким тёплым летом. Среднегодовая температура воздуха составляет −4,3 — −2,5 °С. Средняя многолетняя температура самого холодного месяца (января) составляет −28 — −20 °С, температура самого тёплого (июля) — 15 — 18 °С. Среднегодовое количество осадков — 300—400 мм.
Часовой пояс
Село Колочное 1-е находится в часовой зоне МСК+6. Смещение применяемого времени относительно UTC составляет +9:00.

## Население
| 2010 | 2021 |
| ---- | ---- |
| 43   | ↘7   |

### Национальный состав
Согласно результатам переписи 2002 года, в национальной структуре населения буряты составляли 74 % из 55 чел.

## Инфраструктура
В селе действует фельдшерско-акушерский пункт.